# Poète lauréat
Pour les articles homonymes, voir Poète (homonymie).

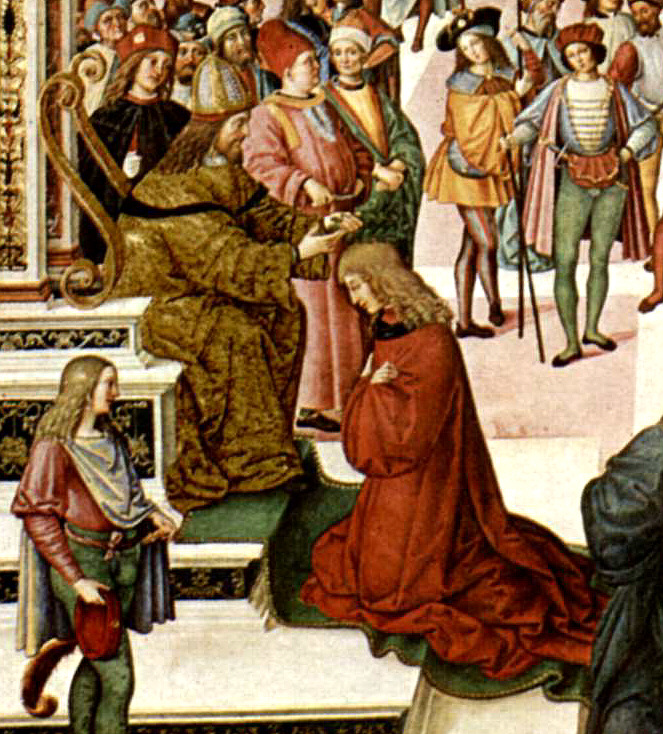
Couronnement d'Enea Silvio, futur pape Pie II, comme poète lauréat par l'empereur Frédéric III, fresque du
Pinturicchio, Libreria Piccolomini du Dôme de Sienne.

Un poète lauréat, ou poète lauré (en latin : poeta laureatus), est un titre honorifique donné dans de nombreux pays d'Europe et d'autres continents de culture européenne à des poètes afin de les honorer ; ce titre impliquait souvent, comme en Grande-Bretagne l'exercice d'une fonction officielle à la cour. Le rôle du poète-lauréat variait selon les pays, mais il impliquait généralement la composition de poèmes pour des occasions spéciales, nationales ou publiques. Il s'agit d'une position honorifique qui vise à promouvoir la poésie et les arts littéraires au sein de la société, montrant ainsi l'importance de ces arts au sein de l'Empire romain et l'influence de ceux-ci sur la sphère politique et religieuse. 
Dans la seconde strophe d' "Horreur Sympathique", un court poème des Fleurs du mal de Charles Baudelaire, celui-ci évoque Ovide, le poète des débuts de l'empire romain, né à la charnière du premier siècle, et actif sous le règne d’Auguste. 
Ovide est célèbre pour ses Métamorphoses, un livre qui entreprend de raconter en quinze chants l'histoire et les âges successifs du monde, depuis sa genèse. Un récit fait de transformations successives, où les femmes et les hommes changent d'apparences, deviennent des grottes ou des fleurs, des animaux ou des choses. 
Ce titre de poète lauré ou lauréat fut délivré par les autorités officielles, les papes, les rois et les empereurs du Saint-Empire romain où le dernier poète lauréat fut couronné par l'empereur en 1804. Cette institution officielle disparut avec le Saint-Empire en 1806.
Ce titre fut supprimé dans de nombreux États européens à la suite de la Révolution française et de son idéologie égalitaire d'universalisme républicain, mais il est toujours délivré et apprécié en Grande-Bretagne, au Canada, aux États-Unis par exemple.

## États-Unis

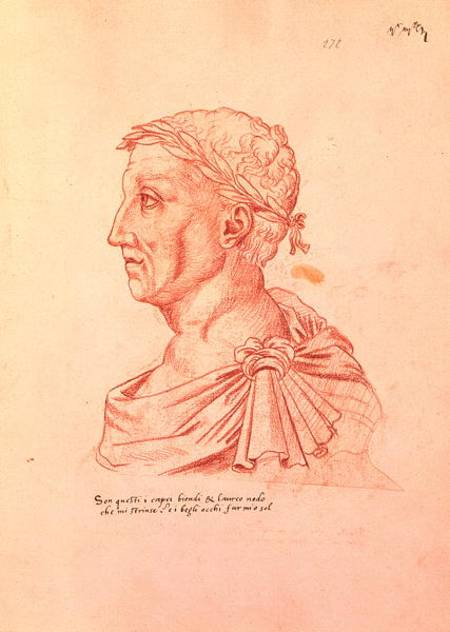
Portrait de Pétrarque avec sa couronne de « poète lauré », sanguine de Jacques Le Boucq.

Aux États-Unis, la qualité de « poète lauréat » est toujours délivrée. Voici quelques récipiendaires :
- Joseph Auslander (en)
- Elizabeth Bishop
- Robert Bly
- Joseph Brodsky
- Gwendolyn Brooks
- Fred Chappell
- Billy Collins
- Rita Dove
- Robert Frost
- Louise Glück
- Joy Harjo
- Robert Hayden
- Donald Hall
- Ted Kooser (en)
- Philip Levine
- William S. Merwin
- Robert Pinsky
- Kay Ryan
- Karl Shapiro
- Charles Simic
- Allen Tate
- Natasha Trethewey
- Robert Penn Warren
- William Carlos Williams
- Charles Wright

## France

### Royaume de France
L'université de Paris décernait le titre de poète couronné.

### République française
Le titre de poète lauréat n'est plus attribué.

## Royaume-Uni

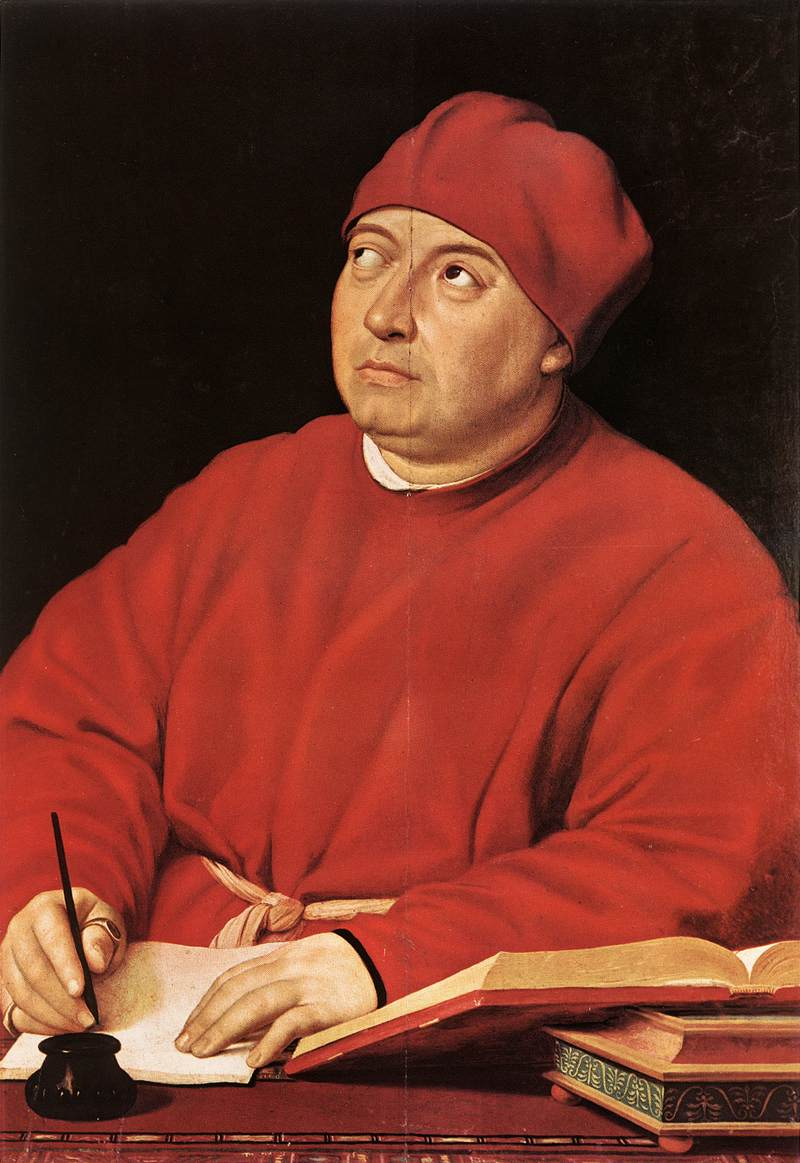
Thomas Inghirami, poète lauréat.

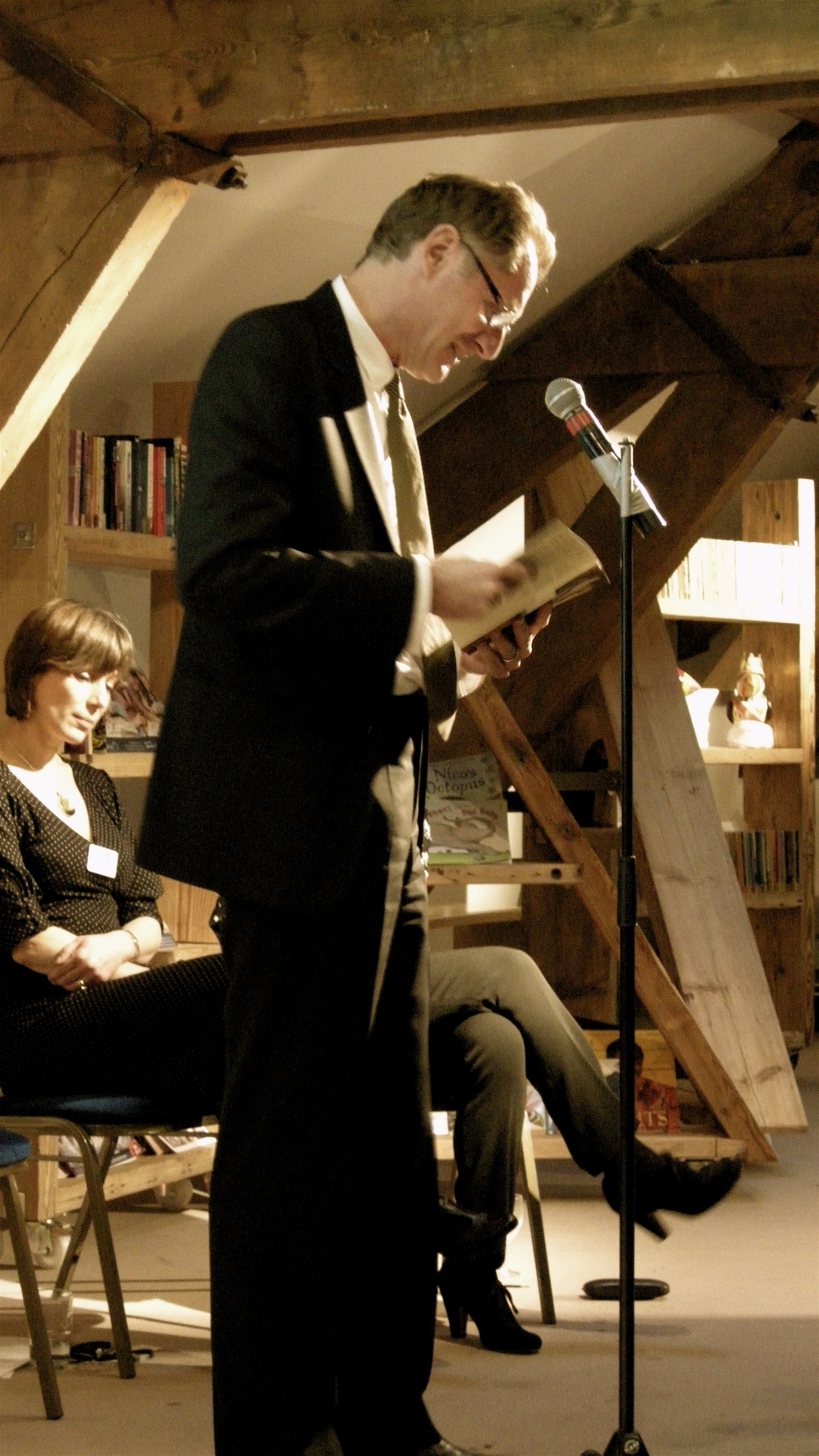
L'Anglais Andrew Motion, poète lauréat contemporain.

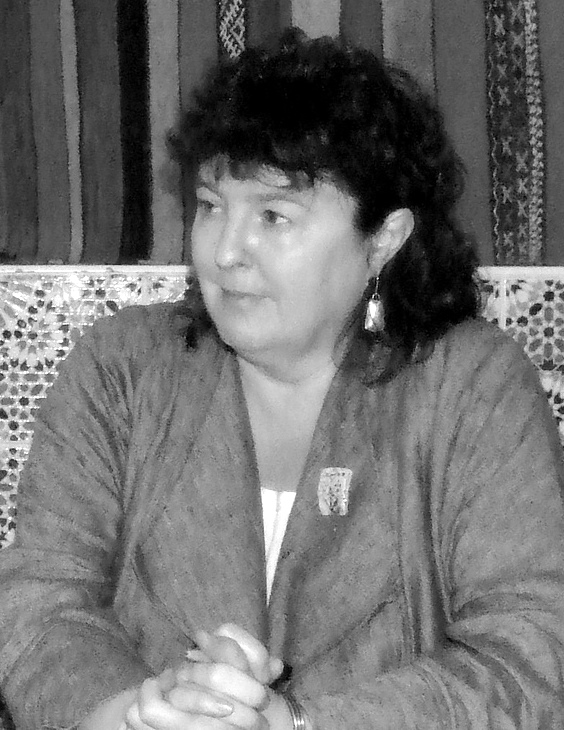
L'Écossaise Carol Ann Duffy, CBE, FRSL, poète lauréat contemporaine.

Au Royaume-Uni, le poète lauréat (Poet Laureate en anglais) est le poète officiel du monarque. Traditionnellement, on attendait de lui qu'il composât des poèmes à l'occasion de diverses célébrations officielles.
Ce terme existe en Angleterre, en Grande-Bretagne et au Royaume-Uni dans son ensemble depuis des siècles : le titre a été officiellement institué au temps de Charles II, en étant alors formalisé par des lettres de cachet (autrement dit, des arrêtés) signées par le roi, mais la fonction existait déjà auparavant de manière moins formelle. À l'origine, le poète lauréat était nommé à vie mais, depuis 1999, la durée de la fonction a été réduite à dix ans. Il reçoit aujourd'hui encore un salaire symbolique, en sa qualité de membre de la cour royale mais, depuis 1843, il n'a plus aucun devoir spécifique en termes de production de poésie.
A la mort de la Reine Elisabeth II, le poète lauréat qu'elle avait désigné de son vivant, Simon Armitage, lui a ainsi rendu un dernier hommage. 
Il a écrit le poème "Floral Tribute". Ce poème est brodé autour des fleurs, dont le Lys et le muguet. Le lys est utilisé comme métaphore pour représenter la reine. Quant au muguet, il est connu pour être l’une des fleurs préférées de la défunte reine, et faisait d’ailleurs partie de son bouquet de couronnement.
Chaque première lettre de chaque début de phrase du poème, originellement écrit en anglais, une fois compilée, forme le prénom « Elizabeth ». Le poème se compose de deux vers, qui décrivent l’arrivée d’une soirée de septembre et l’apparition de la fleur de Lys comme « un signe de remerciement ».
Ce poème et son auteur montrent le caractère contemporain du terme de poète lauréat. A travers les siècles, ce titre honorifique s'est progressivement démocratisé, mais son lien intrinsèque avec les gouvernants ne s'est point distendu. 
Ainsi, le poète lauréat, choisi par le souverain est certes censé promouvoir la poésie au niveau national et célébrer les grands événements de la monarchie et du pays (ou du monde – Armitage a écrit un poème sur l’invasion de l’Ukraine), mais il n’y est pas tenu. 
Dans son travail de célébration de l’actualité monarchique, chaque « canari royal » (expression du poète Dylan Thomas) peut retenir tel moment plutôt que tel autre, suivant ses préférences et les circonstances. La prédécesseure d’Armitage, Ann Duffy, première femme poète lauréate, écrivit par exemple une ode rimée pour les noces de Kate et William. 

### Liste des poètes lauréats du Royaume-Uni

#### Moyen Âge
- Gulielmus Peregrinus, employé par Richard Cœur de Lion
- Master Henry, nommé au titre de Versificator Regis, ou Poète du roi, par Henri III (selon Thomas Warton)
- Geoffrey Chaucer (1340-1400)
- John Kay (poète) (en) sous le règne d'Édouard IV, 1461-1483

#### Tudor
- Bernard André de Toulouse (1450-1522), auteur de Vita regis Henrici Septimi, s'est désigné lui-même comme poète lauréat sous Henri VII
- John Skelton, poète lauréat sous Henri VIII
- Edmund Spenser, mort en 1599

#### Stuart
Après la mort de Edmund Spenser, le titre fut attribué sur une base plus régulière. Une fois désigné, le poète lauréat conservait sa fonction à vie. Il percevait une pension annuelle, et devait écrire de la poésie sur demande, lors d'occasions formelles.
- 1599 Samuel Daniel
- 1619 Ben Jonson
- 1637 Sir William D'Avenant (filleul de William Shakespeare)

#### Nommés parlettres de cachet
- 1670 John Dryden
- 1689 Thomas Shadwell
- 1692 Nahum Tate
- 1715 Nicholas Rowe
- 1718 Révérend Laurence Eusden
- 1730 Colley Cibber
- 1757 William Whitehead, sur refus de Thomas Gray
- 1785 Reverend Thomas Warton, sur refus de William Mason
- 1790 Henry James Pye
- 1813 Robert Southey, sur refus de Sir Walter Scott
- 1843 William Wordsworth
- 1850 Lord Alfred Tennyson
- 1896 Alfred Austin, sur refus de William Morris
- 1913 Robert Bridges
- 1930 John Masefield, OM
- 1967 Cecil Day-Lewis, OEB
- 1972 Sir John Betjeman, OEB
- 1984 Ted Hughes, OM (veuf de Sylvia Plath), sur refus de Philip Larkin ; dernier à servir à vie
- 1999 Andrew Motion
- 2009 Carol Ann Duffy, CBE, FRSL
- 2019 Simon Armitage

## Écosse et pays de Galles
Le Scots Makar est l'équivalent non rémunéré du Poet Laureate, et il a pour fonction de représenter et de promouvoir la poésie en Écosse. Le professeur Edwin Morgan a été nommé à ce poste le 16 février 2004. 
En février 2005, le Pays de Galles a annoncé son intention d'avoir son propre poète national, rétribué par un prix de 5 000 livres sterling. Les poètes suivants ont été nommés :
- Gwyneth Lewis (en), de 2005 à 2006,
- Gwyn Thomas (en), de 2006 à 2008,
- Gillian Clarke (en), de 2008 à 2016,
- Ifor ap Glyn (en), depuis 2016.

## Saint-Empire Romain
Dans le Saint-Empire Romain, l'empereur a nommé de nombreux poètes lauréats et leur a délivré la couronne poétique.
En 1501 l'empereur Maximilien décréta que le Collegium poetarum atque mathematicorum puisse délivrer également le titre et la couronne de poète lauré.
- Conrad Celtis couronné le 18 avril 1487 par l'empereur Frédéric III à Nuremberg.
- Ioannes Alexander Brassicanus
- Aeneas Silvius Piccolominus
- Iohannes Cuspinianus (Hans Spießheimer) couronné en 1493 par l'empereur Frédéric III.
- Thomas Inghirami, couronné en 1495 par Maximilien Ier, empereur des Romains
- Iacobus Locher couronné en 1497, par l'empereur Maximilien I.
- Iohannes Aesticampianus, couronné en 1501.
- Hendricus Bebelius couronné en 1501.
- Thomas Murner couronné par l'empereur Maximilien en 1505.
- Hendricus Loriti dit Glareanus couronné par l'empereur Maximilien.
- Ulrich von  Hutten couronné en 1517 par l'empereur Maximilien.
- Michael Toxites couronné poète lauréat par Charles-Quint en 1544.
- Petrus van der Borcht, poète de Bruxelles, couronné par l'empereur Charles VI.
- Paul Melissus, couronné en 1561 par l'empereur Ferdinand Ier.

## États pontificaux
- Matthias Casimirus Sarbievius
- Albertinus Mussatus
- Pétrarque (1304-74)
- Laurent Valla
- Franciscus Philelphus
- Le Tasse est mort à Rome alors qu'il était sur le point d'être couronné.